# Volšebnoe zerno
Volšebnoe zerno (Волшебное зерно) è un film del 1941 diretto da Fёdor Ivanovič Filippov e Valentin Kadočnikov.